# Шахтарська міська територіальна громада
Шахтарська міська громада — номінально утворена територіальна громада в Україні, у Горлівському районі Донецької області. Адміністративний центр — місто Шахтарськ.
Територія утвореної територіальної громади є тимчасово окупованою.
Утворена розпорядженням Кабінету Міністрів України від 12 червня 2020 р. № 710-р.

## Населені пункти
У територіальній громаді 22 населених пункти — місто Шахтарськ, 3 села (Велика Шишівка, Тернове, Шапошникове) і 18 селищ:
- Вікторія
- Вінницьке
- Гірне
- Дорофієнко
- Дубове
- Зарічне
- Зарощенське
- Захарченко
- Зачатівка
- Кищенко
- Контарне
- Куликівське
- Лобанівка
- Молодецьке
- Садове
- Сердите
- Стіжківське
- Чумаки